# Nagmaszot
Nagmaszot (hebr. נגמשו"ט) – izraelski ciężki transporter opancerzony na podwoziu czołgu Szot Kal powstały na początku lat 80. XX wieku.

## Historia
Izraelskie zaangażowanie wojskowe na południu Libanu zwiększyło zapotrzebowanie Sił Obronnych Izraela na transportery i pojazdy o opancerzeniu dającym większe bezpieczeństwo załodze i transportowanej piechocie niż użytkowane dotychczas transportery M-113 Zelda. W 1995 roku doszło do 700 ataków na izraelskie pojazdy. Większość z nich dokonywana była granatnikami przeciwpancernymi lub przeciwpancernymi pociskami kierowanymi, które znajdowały się na wyposażeniu Hezbollahu. Już w latach 80. XX wieku pojawiło się zapotrzebowanie na pojazdy, które podołałyby wymaganiom konfliktu asymetrycznego, którymi charakteryzowała się pierwsza wojna w Libanie.
Izraelczycy zorientowali się, że mogą przekształcić wycofane ze służby czołgi Szot Kal na ciężkie transportery opancerzone. W tym celu zaczęto usuwać wieże czołgowe, pozostawiając samo podwozie i kadłub z włazami na dachu dla załogi i żołnierzy desantu. Z czasem dostrzeżono niebezpieczeństwo takiego rozwiązania. Brak tylnego wejścia dla żołnierzy stwarzał zagrożenie dla transportowanych żołnierzy oraz spowalniał załadunek pojazdu. W związku z tym Nagmaszoty zostały przekazane Korpusowi Inżynieryjnemu, a na początku lat 90. XX wieku zaczęto poddawać je kolejnym modyfikacjom. W ten sposób powstały kolejne pojazdy: Nagmachon, Nakpadon i Puma.
Ze względu na dopasowanie pojazdu do wymagań izraelskiej armii, to Nagmaszot nie był oferowany innym państwom.

## Konstrukcja
Nagmaszoty powstawały poprzez usunięcie wieży czołgowej. Dzięki odpowiednim modyfikacjom wnętrza pojazd mieścił dwie osoby załogi i ośmiu żołnierzy desantu. Z przodu załoga miała do dyspozycji dwa okrągłe włazy, a desant dwa prostokątne z tyłu pojazdu. Przy każdym włazie zamontowano specjalne uchwyty na karabiny maszynowe. Na bokach kadłuba umieszczono specjalne zaczepy na dodatkowe modyfikacje lub pancerz reaktywny.
Długość pojazdu wynosiła 7,55 m, szerokość 3,39 m, a wysokość ok. 3 m. Nagmaszoty ważyły 51 ton.
Nagmaszot napędzany był silnikiem Diesla Continental AVDS-1790-2A o mocy 750 KM i posiadały skrzynię biegów Allison CD850-6 z dwoma biegami w przód i jeden do tyłu. Pojazd mógł poruszać się z maksymalną prędkością 48 km/h.